# جان پاتریک اشتراوس
جان پاتریک اشتراوس (انگلیسی: John-Patrick Strauß؛ زادهٔ ۲۸ ژانویهٔ ۱۹۹۶) بازیکن فوتبال اهل آلمان است.
از باشگاه‌هایی که در آن بازی کرده‌است می‌توان به باشگاه فوتبال لایپزیگ اشاره کرد.
وی همچنین در تیم ملی فوتبال فیلیپین بازی کرده‌است.